# Seznam kamenů zmizelých v Jihočeském kraji

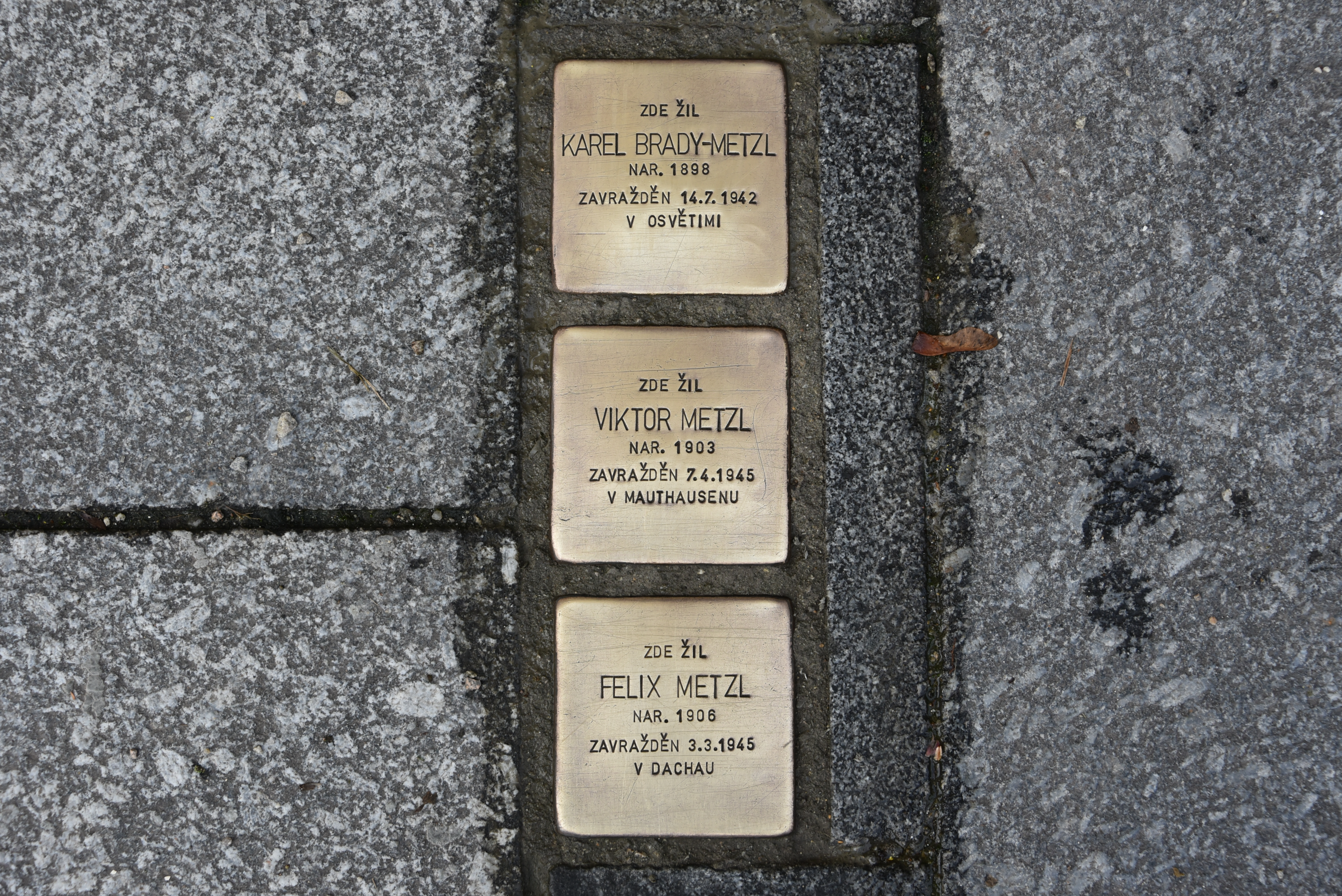
Stolpersteine v Třeboni pro rodinu Metzlových

Seznam kamenů zmizelých v Jihočeském kraji obsahuje pamětní kameny obětem nacismu v Jihočeském kraji. Jsou součástí celoevropského projektu Stolpersteine německého umělce Guntera Demniga. Kameny zmizelých jsou věnovány osudu těch, kteří byli nacisty deportováni, vyhnáni, zavražděni nebo spáchali sebevraždu.
První kameny byly položeny v červnu 2010 v Třeboni.

## České Budějovice
V Českých Budějovicích se ke konci roku 2021 nacházelo 29 kamenů na 12 adresách. Ke konci roku 2024 bylo umístěno 64 kamenů zmizelých na 25 adresách.
| Obrázek | Nápis | Bydliště                                                                     | Jméno, život                                                                                               |
| ------- | --- | ---------------------------------------------------------------------------- | --- |
|         | ZDE ŽIL KAREL ARNSTEIN NAR. 1907 ZATČEN 29.5.1942 DEPORTOVÁN DO MAUTHAUSENU ZAVRAŽDĚN 12.8.1942                      | České Budějovice, B. Smetany 1600/8 48°58′48″ s. š., 14°28′30″ v. d.         | Karel Arnstein                                                                                             |
|         | ZDE ŽIL OSKAR FEITLER NAR. 1888 DEPORTOVÁN 1942 DO TEREZÍNA 1942 DO ZAMOŠČE ZAVRAŽDĚN                                | České Budějovice, Jírovcova 1633/14 48°58′46″ s. š., 14°28′39″ v. d.         | Oskar Feitler                                                                                              |
|         | ZDE ŽILA BERTA FEITLEROVÁ NAR. 1904 DEPORTOVÁNA 1942 DO TEREZÍNA 1942 DO ZAMOŠČE ZAVRAŽDĚNA                          | České Budějovice, Jírovcova 1633/14 48°58′46″ s. š., 14°28′39″ v. d.         | Berta Feitlerová                                                                                           |
|         | ZDE ŽILA ANNA FEITLEROVÁ NAR. 1927 DEPORTOVÁNA 1942 DO TEREZÍNA 1942 DO ZAMOŠČE ZAVRAŽDĚNA                           | České Budějovice, Jírovcova 1633/14 48°58′46″ s. š., 14°28′39″ v. d.         | Anna Feitlerová                                                                                            |
|         | ZDE ŽIL PHDR. RUDOLF FERDA NAR. 1889 DEPORTOVÁN 1942 DO TEREZÍNA 1944 DO OSVĚTIMI ZAVRAŽDĚN                          | České Budějovice, Mánesova 427/56 48°58′9″ s. š., 14°28′55″ v. d.            | Rudolf Ferda                                                                                               |
|         | ZDE ŽIL ARTUR FISCHER NAR. 1893 DEPORTOVÁN 1942 DO TEREZÍNA 1942 DO RAASIKU ZAVRAŽDĚN                                | České Budějovice, Dvořákova 190/2 48°58′28″ s. š., 14°29′8″ v. d.            | Artur Fischer                                                                                              |
|         | ZDE ŽILA IRMA FISCHEROVÁ NAR. 1907 DEPORTOVÁNA 1942 DO TEREZÍNA 1942 DO RAASIKU ZAVRAŽDĚNA                           | České Budějovice, Dvořákova 190/2 48°58′28″ s. š., 14°29′8″ v. d.            | Irma Fischerová                                                                                            |
|         | ZDE ŽILA RUTHA FISCHEROVÁ NAR. 1938 DEPORTOVÁNA 1942 DO TEREZÍNA 1942 DO RAASIKU ZAVRAŽDĚNA                          | České Budějovice, Dvořákova 190/2 48°58′28″ s. š., 14°29′8″ v. d.            | Rutha Fischerová                                                                                           |
|         | ZDE ŽIL MUDR. KAREL FLEISCHMANN NAR. 1897 DEPORTOVÁN 1942 DO TEREZÍNA 1944 DO OSVĚTIMI ZAVRAŽDĚN                     | České Budějovice, Na Sadech 1850/30 48°58′42″ s. š., 14°28′30″ v. d.         | Karel Fleischmann                                                                                          |
|         | ZDE ŽILA RŮŽENA FLEISCHMANNOVÁ NAR. 1890 DEPORTOVÁNA 1942 DO TEREZÍNA 1944 DO OSVĚTIMI ZAVRAŽDĚNA                    | České Budějovice, Na Sadech 1850/30 48°58′42″ s. š., 14°28′30″ v. d.         | Růžena Fleischmannová                                                                                      |
|         | ZDE ŽIL MUDR. EMIL FLUSSER NAR. 1888 DEPORTOVÁN 1942 DO TEREZÍNA 1942 DO ZAMOŠČE ZAVRAŽDĚN                           | České Budějovice, U Tří lvů 257/2 48°58′15″ s. š., 14°28′40″ v. d.           | Emil Flusser                                                                                               |
|         | ZDE ŽILA EMA FLUSSEROVÁ NAR. 1897 DEPORTOVÁNA 1942 DO TEREZÍNA 1942 DO ZAMOŠČE ZAVRAŽDĚNA                            | České Budějovice, U Tří lvů 257/2 48°58′15″ s. š., 14°28′40″ v. d.           | Ema Flusserová                                                                                             |
|         | ZDE ŽIL PETR FLUSSER NAR. 1921 DEPORTOVÁN 1942 DO TEREZÍNA 1942 DO ZAMOŠČE ZAVRAŽDĚN                                 | České Budějovice, U Tří lvů 257/2 48°58′15″ s. š., 14°28′40″ v. d.           | Petr Flusser                                                                                               |
|         | ZDE ŽIL HANUŠ FLUSSER NAR. 1923 DEPORTOVÁN 1942 DO TEREZÍNA 1942 DO ZAMOŠČE ZAVRAŽDĚN                                | České Budějovice, U Tří lvů 257/2 48°58′15″ s. š., 14°28′40″ v. d.           | Hanuš Flusser                                                                                              |
|         | ZDE ŽIL FRANTIŠEK FLUSSER NAR. 1923 DEPORTOVÁN 1942 DO TEREZÍNA 1942 DO ZAMOŠČE ZAVRAŽDĚN                            | České Budějovice, U Tří lvů 257/2 48°58′15″ s. š., 14°28′40″ v. d.           | František Flusser                                                                                          |
|         | ZDE ŽIL GUSTAV FREUND NAR. 1896 DEPORTOVÁN 1942 DO TEREZÍNA 1943 DO OSVĚTIMI ZAVRAŽDĚN                               | České Budějovice, Jírovcova 1859/7 48°58′42″ s. š., 14°28′38″ v. d.          | Gustav Freund                                                                                              |
|         | ZDE ŽILA ERNA FREUNDOVÁ NAR. 1898 DEPORTOVÁNA 1942 DO TEREZÍNA 1943 DO OSVĚTIMI ZAVRAŽDĚNA                           | České Budějovice, Jírovcova 1859/7 48°58′42″ s. š., 14°28′38″ v. d.          | Erna Freundová                                                                                             |
|         | ZDE ŽIL KAREL FREUND NAR. 1927 DEPORTOVÁN 1942 DO TEREZÍNA 1943 DO OSVĚTIMI ZAVRAŽDĚN                                | České Budějovice, Jírovcova 1859/7 48°58′42″ s. š., 14°28′38″ v. d.          | Karel Freund                                                                                               |
|         | ZDE ŽIL JAN FREUND NAR. 1930 DEPORTOVÁN 1942 DO TEREZÍNA, OSVĚTIMI, FLOSSENBÜRGU OSVOBOZENÝ                          | České Budějovice, Jírovcova 1859/7 48°58′42″ s. š., 14°28′38″ v. d.          | Jan Freund                                                                                                 |
|         | ZDE ŽIL HUGO FÜRTH NAR. 1890 DEPORTOVÁN 1942 DO TEREZÍNA 1944 DO OSVĚTIMI ZAVRAŽDĚN                                  | České Budějovice, Dr. Stejskala 438/12 48°58′22″ s. š., 14°28′29″ v. d.      | Hugo Fürth                                                                                                 |
|         | ZDE ŽILA ZDEŇKA FÜRTHOVÁ NAR. 1898 DEPORTOVÁNA 1942 DO TEREZÍNA 1944 DO OSVĚTIMI ZAVRAŽDĚNA                          | České Budějovice, Dr. Stejskala 438/12 48°58′22″ s. š., 14°28′29″ v. d.      | Zdeňka Fürthová                                                                                            |
|         | ZDE ŽIL RUDOLF FÜRTH NAR. 1924 DEPORTOVÁN 1942 DO TEREZÍNA 1944 DO OSVĚTIMI ZAVRAŽDĚN                                | České Budějovice, Dr. Stejskala 438/12 48°58′22″ s. š., 14°28′29″ v. d.      | Rudolf Fürth                                                                                               |
|         | ZDE ŽIL JAN HELLER NAR. 1887 DEPORTOVÁN 1941 DO OSVĚTIMI ZAVRAŽDĚN 3.2.1942                                          | České Budějovice, Jírovcova 1346/26 48°58′52″ s. š., 14°28′39″ v. d.         | Jan Heller                                                                                                 |
|         | ZDE ŽIL DR. LEO HERZ NAR. 1893 DEPORTOVÁN 1943 DO TEREZÍNA, OSVĚTIMI, BUCHENWALDU OSVOBOZENÝ                         | České Budějovice, Krajinská 230/31 48°58′37″ s. š., 14°28′26″ v. d.          | Leo Herz                                                                                                   |
|         | ZDE ŽIL JIŘÍ HERZ NAR. 1927 DEPORTOVÁN 1943 DO TEREZÍNA, OSVĚTIMI, BLECHHAMMERU OSVOBOZENÝ                           | České Budějovice, Krajinská 230/31 48°58′37″ s. š., 14°28′26″ v. d.          | Jiří Herz                                                                                                  |
|         | ZDE ŽIL FRANTIŠEK KAFKA NAR. 1901 DEPORTOVÁN 1943 DO OSVĚTIMI, 1945 DO BUCHENWALDU OSVOBOZEN                         | České Budějovice, L. B. Schneidera 409/6 48°57′42″ s. š., 14°28′16″ v. d.    | František Kafka                                                                                            |
|         | ZDE STUDOVAL HARRY KENDE NAR. 1927 DEPORTOVÁN 1942 DO TEREZÍNA DO OSVĚTIMI ZAVRAŽDĚN 1945 VE FLOSSENBÜRGU            | České Budějovice, Česká 142/64 48°58′29″ s. š., 14°28′19″ v. d.              | Harry Kende                                                                                                |
|         | ZDE ŽIL JOSEF KENDE NAR. 1882 DEPORTOVÁN 1942 DO TEREZÍNA 1944 DO OSVĚTIMI ZAVRAŽDĚN                                 | České Budějovice, Otakarova 2020/9 48°58′36″ s. š., 14°28′49″ v. d.          | Josef Kende                                                                                                |
|         | ZDE ŽILA HELENA KENDEOVÁ NAR. 1888 DEPORTOVÁNA 1942 DO TEREZÍNA 1944 DO OSVĚTIMI ZAVRAŽDĚNA                          | České Budějovice, Otakarova 2020/9 48°58′36″ s. š., 14°28′49″ v. d.          | Helena Kendeová                                                                                            |
|         | ZDE ŽIL RUDOLF KENDE NAR. 1910 DEPORTOVÁN 1942 DO TEREZÍNA OSVOBOZEN                                                 | České Budějovice, Otakarova 2020/9 48°58′36″ s. š., 14°28′49″ v. d.          | Rudolf Kende                                                                                               |
|         | ZDE ŽIL JUDR. OTTO KENDE NAR. 1912 DEPORTOVÁN 1941 DO TEREZÍNA 1943 DO OSVĚTIMI 1944 DO MAUTHAUSENU ZEMŘEL 10.5.1945 | České Budějovice, Otakarova 2020/9 48°58′36″ s. š., 14°28′49″ v. d.          | Otto Kende                                                                                                 |
|         | ZDE ŽIL ERICH KENDE NAR. 1920 DEPORTOVÁN 1942 DO TEREZÍNA 1944 DO OSVĚTIMI ZAVRAŽDĚN 3.3.1945 V DACHAU               | České Budějovice, Otakarova 2020/9 48°58′36″ s. š., 14°28′49″ v. d.          | Erich Kende                                                                                                |
|         | ZDE ŽIL VILÉM KENDE NAR. 1883 DEPORTOVÁN 1942 DO TEREZÍNA 1944 DO OSVĚTIMI ZAVRAŽDĚN                                 | České Budějovice, Prokišova 356/7 48°58′36″ s. š., 14°28′49″ v. d.           | Vilém Kende                                                                                                |
|         | ZDE ŽILA VALERIE KENDEOVÁ NAR. 1888 DEPORTOVÁNA 1942 DO TEREZÍNA 1944 DO OSVĚTIMI ZAVRAŽDĚNA                         | České Budějovice, Prokišova 356/7 48°58′36″ s. š., 14°28′49″ v. d.           | Valerie Kendeová                                                                                           |
|         | ZDE ŽIL ERVÍN KLAUBER NAR. 1882 DEPORTOVÁN 1942 DO DRÁŽĎAN 1942 DO OSVĚTIMI ZAVRAŽDĚN 23.11.1942                     | České Budějovice, Lannova třída 55/31 48°58′28″ s. š., 14°29′ v. d.          | Ervín Klauber                                                                                              |
|         | ZDE ŽIL MUDR. JULIUS KÖNIG NAR. 1876 DEPORTOVÁN 1942 DO TEREZÍNA 1944 DO OSVĚTIMI ZAVRAŽDĚN                          | České Budějovice, Na Zlaté stoce 692/1 48°58′27″ s. š., 14°27′20″ v. d.      | Julius König                                                                                               |
|         | ZDE ŽILA MALVÍNA KÖNIGOVÁ NAR. 1882 DEPORTOVÁNA 1942 DO TEREZÍNA 1944 DO OSVĚTIMI ZAVRAŽDĚNA                         | České Budějovice, Na Zlaté stoce 692/1 48°58′27″ s. š., 14°27′20″ v. d.      | Malvína Königová                                                                                           |
|         | ZDE ŽIL LEOPOLD KULKA NAR. 1887 DEPORTOVÁN 1942 DO TEREZÍNA 1942 DO IZBICI ZAVRAŽDĚN                                 | České Budějovice, Prokišova 353/1 48°58′13″ s. š., 14°28′56″ v. d.           | Leopold Kulka                                                                                              |
|         | ZDE ŽILA RŮŽENA KULKOVÁ NAR. 1897 DEPORTOVÁNA 1942 DO TEREZÍNA 1942 DO IZBICI ZAVRAŽDĚNA                             | České Budějovice, Prokišova 353/1 48°58′13″ s. š., 14°28′56″ v. d.           | Růžena Kulková                                                                                             |
|         | ZDE ŽILA HANA KULKOVÁ NAR. 1921 DEPORTOVÁNA 1942 DO TEREZÍNA 1942 DO IZBICI ZAVRAŽDĚNA                               | České Budějovice, Prokišova 353/1 48°58′13″ s. š., 14°28′56″ v. d.           | Hana Kulková                                                                                               |
|         | ZDE ŽIL HARRY KULKA NAR. 1923 DEPORTOVÁN 1942 DO TEREZÍNA 1942 DO IZBICI ZAVRAŽDĚN                                   | České Budějovice, Prokišova 353/1 48°58′13″ s. š., 14°28′56″ v. d.           | Harry Kulka, transportován 18. 4. 1942 do Terezína, 27. 4. 1942 do Izbice. Zahynul 28. 7. 1942 v Majdanku. |
|         | ZDE ŽIL ERICH MAYER NAR. 1923 DEPORTOVÁN 1942 DO TEREZÍNA 1942 DO LUBLINU ZAVRAŽDĚN                                  | České Budějovice, Lannova 97/57 48°58′30″ s. š., 14°29′11″ v. d.             | Erich Mayer                                                                                                |
|         | ZDE ŽILA BEDŘIŠKA MAYEROVÁ NAR. 1891 DEPORTOVÁNA 1942 DO TEREZÍNA 1942 DO LUBLINU ZAVRAŽDĚNA                         | České Budějovice, Lannova 97/57 48°58′30″ s. š., 14°29′11″ v. d.             | Bedřiška Mayerová                                                                                          |
|         | ZDE ŽILA EDITA MAYEROVÁ NAR. 1927 DEPORTOVÁNA 1942 DO TEREZÍNA 1942 DO LUBLINU ZAVRAŽDĚNA                            | České Budějovice, Lannova 97/57 48°58′30″ s. š., 14°29′11″ v. d.             | Edita Mayerová                                                                                             |
|         | ZDE ŽILA JULIE ORHOLZOVÁ NAR. 1865 DEPORTOVÁNA 1942 1942 DO TREBLINKY ZAVRAŽDĚNA                                     | České Budějovice, Vrchlického nábřeží 420/23 48°58′6″ s. š., 14°28′56″ v. d. | Julie Orholzová                                                                                            |
|         | ZDE ŽIL JOSEF ORNSTEIN NAR. 1910 DEPORTOVÁN 1942 DO TEREZÍNA 1944 DO OSVĚTIMI ZEMŘEL 6.2.1945                        | České Budějovice, Jeremiášova 1928/12 48°58′36″ s. š., 14°28′26″ v. d.       | Josef Ornstein                                                                                             |
|         | ZDE ŽILA ELIŠKA ORNSTEINOVÁ NAR. 1911 DEPORTOVÁNA 1942 DO TEREZÍNA 1944 DO OSVĚTIMI ZAVRAŽDĚNA                       | České Budějovice, Jeremiášova 1928/12 48°58′36″ s. š., 14°28′26″ v. d.       | Eliška Ornsteinová                                                                                         |
|         | ZDE ŽIL RUDOLF ORNSTEIN NAR. 1941 DEPORTOVÁN 1942 DO TEREZÍNA 1944 DO OSVĚTIMI ZAVRAŽDĚN                             | České Budějovice, Jeremiášova 1928/12 48°58′36″ s. š., 14°28′26″ v. d.       | Rudolf Ornstein                                                                                            |
|         | ZDE ŽIL JIŘÍ STADLER NAR. 1888 DEPORTOVÁN 1942 DO TEREZÍNA ZAVRAŽDĚN 12.4.1943                                       | České Budějovice, Krajinská 266/28 48°58′36″ s. š., 14°28′26″ v. d.          | Jiří Stadler                                                                                               |
|         | ZDE ŽILA ALŽBĚTA STADLEROVÁ NAR. 1893 DEPORTOVÁNA 1942 DO TEREZÍNA 1944 DO OSVĚTIMI ZAVRAŽDĚNA                       | České Budějovice, Krajinská 266/28 48°58′36″ s. š., 14°28′26″ v. d.          | Alžběta Stadlerová                                                                                         |
|         | ZDE ŽIL RUDOLF STADLER NAR. 1924 DEPORTOVÁN 1942 DO TEREZÍNA ZAVRAŽDĚN 1945                                          | České Budějovice, Krajinská 266/28 48°58′36″ s. š., 14°28′26″ v. d.          | Rudolf Stadler                                                                                             |
|         | ZDE ŽIL OTTO SUCHAŘÍPA NAR. 1887 DEPORTOVÁN 1942 DO TEREZÍNA 1942 DO LUBLINU ZAVRAŽDĚN                               | České Budějovice, Husova 1817/2 48°58′41″ s. š., 14°28′16″ v. d.             | Otto Suchařípa                                                                                             |
|         | ZDE ŽILA ANNA SUCHAŘÍPOVÁ NAR. 1884 DEPORTOVÁNA 1942 DO TEREZÍNA 1942 DO LUBLINU ZAVRAŽDĚNA                          | České Budějovice, Husova 1817/2 48°58′41″ s. š., 14°28′16″ v. d.             | Anna Suchařípová                                                                                           |
|         | ZDE ŽIL JINDŘICH ULLMANN NAR. 1893 DEPORTOVÁN 1942 DO TEREZÍNA 1942 DO IZBICE ZAVRAŽDĚN                              | České Budějovice, Nová 2252/26 48°58′39″ s. š., 14°28′51″ v. d.              | Jindřich Ullmann                                                                                           |
|         | ZDE ŽILA ANNA ULLMANNOVÁ NAR. 1896 DEPORTOVÁNA 1942 DO TEREZÍNA 1942 DO IZBICE ZAVRAŽDĚNA                            | České Budějovice, Nová 2252/26 48°58′39″ s. š., 14°28′51″ v. d.              | Anna Ullmannová                                                                                            |
|         | ZDE ŽIL RUDOLF ULLMANN NAR. 1921 DEPORTOVÁN 1942 DO TEREZÍNA 1942 DO IZBICE ZAVRAŽDĚN                                | České Budějovice, Nová 2252/26 48°58′39″ s. š., 14°28′51″ v. d.              | Rudolf Ullmann                                                                                             |
|         | ZDE ŽIL ADOLF WEBER NAR. 1875 DEPORTOVÁN 1942 DO TEREZÍNA 1942 DO TREBLINKY ZAVRAŽDĚN                                | České Budějovice, Na Nábřeží 480/4 48°58′ s. š., 14°28′42″ v. d.             | Adolf Weber                                                                                                |
|         | ZDE ŽILA RŮŽENA WEBEROVÁ NAR. 1874 DEPORTOVÁNA 1942 DO TEREZÍNA 1942 DO TREBLINKY ZAVRAŽDĚNA                         | České Budějovice, Na Nábřeží 480/4 48°58′ s. š., 14°28′42″ v. d.             | Růžena Weberová                                                                                            |
|         | ZDE ŽIL BOHDAN WEBER NAR. 1908 DEPORTOVÁN 1941 DO OSVĚTIMI ZAVRAŽDĚN 3.11.1941                                       | České Budějovice, Na Nábřeží 480/4 48°58′ s. š., 14°28′42″ v. d.             | Bohdan Weber                                                                                               |
|         | ZDE ŽIL JAROSLAV WEBER NAR. 1911 DEPORTOVÁN 1941 DO OSVĚTIMI ZAVRAŽDĚN 3.11.1941                                     | České Budějovice, Na Nábřeží 480/4 48°58′ s. š., 14°28′42″ v. d.             | Jaroslav Weber                                                                                             |
|         | ZDE ŽIL EMIL ZENKER NAR. 1888 DEPORTOVÁN 1942 DO TEREZÍNA 1942 DO RAASIKU ZAVRAŽDĚN                                  | České Budějovice, Chelčického 103/22 48°58′33″ s. š., 14°29′10″ v. d.        | Emil Zenker                                                                                                |
|         | ZDE ŽILA RŮŽENA ZENKEROVÁ NAR. 1896 DEPORTOVÁNA 1942 DO TEREZÍNA 1942 DO RAASIKU ZAVRAŽDĚNA                          | České Budějovice, Chelčického 103/22 48°58′33″ s. š., 14°29′10″ v. d.        | Růžena Zenkerová                                                                                           |
|         | ZDE ŽIL RICHARD ZENKER NAR. 1922 DEPORTOVÁN 1942 DO TEREZÍNA 1942 DO RAASIKU ZAVRAŽDĚN                               | České Budějovice, Chelčického 103/22 48°58′33″ s. š., 14°29′10″ v. d.        | Richard Zenker                                                                                             |
|         | ZDE ŽIL VIKTOR ZENKER NAR. 1922 DEPORTOVÁN 1942 DO TEREZÍNA 1942 DO RAASIKU ZAVRAŽDĚN                                | České Budějovice, Chelčického 103/22 48°58′33″ s. š., 14°29′10″ v. d.        | Viktor Zenker                                                                                              |

## Boršov nad Vltavou
Od roku 2020 jsou 3 kusy na nádvoří zámku v Poříčí, rodina Pollaků.

## Chlum u Třeboně
V Chlumu u Třeboně se nacházejí tyto kameny zmizelých:
| Obrázek | Nápis                                                                                        | Bydliště                                                          | Jméno, život      |
| ------- | -------------------------------------------------------------------------------------------- | ----------------------------------------------------------------- | ----------------- |
|         | ZDE ŽIL KAREL WEISSKOPF NAR. 1883 DEPORTOVÁN 1942 DO TEREZÍNA 1942 DO VARŠAVY ZAVRAŽDĚN      | Chlum u Třeboně, Hejmanské hráze 11 48°57′33″ s. š., 14°56′ v. d. | Karel Weisskopf   |
|         | ZDE ŽILa IRMA WEISSKOPFOVÁ NAR. 1889 DEPORTOVÁNa 1942 DO TEREZÍNA 1942 DO VARŠAVY ZAVRAŽDĚNa | Chlum u Třeboně, Hejmanské hráze 11                               | Irma Weisskopfová |

## Třeboň
V Třeboni se nacházejí tyto kameny zmizelých:
| Obrázek | Nápis                                                              | Bydliště                                                     | Jméno, život      |
| ------- | ------------------------------------------------------------------ | ------------------------------------------------------------ | ----------------- |
|         | ZDE ŽIL KAREL BRADY-METZL NAR. 1898 ZAVRAŽDĚN 14.7.1942 V OSVĚTIMI | Třeboň, Masarykovo nám. 96/I 49°0′15″ s. š., 14°46′17″ v. d. | Karel Brady-Metzl |
|         | ZDE ŽIL FELIX METZL NAR. 1906 ZAVRAŽDĚN 3.3.1945 V DACHAU          | Třeboň, Masarykovo nám. 96/I                                 | Felix Metzl       |
|         | ZDE ŽIL VIKTOR METZL NAR. 1903 ZAVRAŽDĚN 7.4.1945 V MAUTHAUSENU    | Třeboň, Masarykovo nám. 96/I                                 | Viktor Metzl      |

## Prachatice
V Prachaticích se nacházejí tyto kameny zmizelých:
| Obrázek | Nápis                                                                             | Umístění                     | Jméno, život   |
| ------- | --------------------------------------------------------------------------------- | ---------------------------- | -------------- |
|         | ZDE STUDOVAL JUDR. ARNOŠT KLINGER NAR. 1911 DEPORTOVÁN DO OSVĚTIMI ZAVRAŽDĚN 1943 | Prachatice, Zlatá stezka 137 | Arnošt Klinger |
|         | ZDE STUDOVAL MAX SPIEGEL NAR. 1918 DEPORTOVÁN DO OSVĚTIMI ZAVRAŽDĚN 13. 12. 1943  | Prachatice, Zlatá stezka 137 | Max Spiegel    |

## Data pokládání kamenů
Kameny zmizelých byly v Jihočeském kraji položeny ve dnech:
- 6. června 2010: Třeboň
- 17. července 2013: Chlum u Třeboně
- Září nebo října 2014: České Budějovice
- 15. dubna 2024: Prachatice